# Lime Street
Lime Street è una via minore della City, tra Fenchurch Street a sud e Leadenhall Street a nord. Il suo nome proviene dai produttori di calce (lime) che una volta la vendevano ai costruttori di fabbricati.
In Lime street ha sede il più grande mercato assicurativo e riassicurativo del mondo, i Lloyd's di Londra, oggi nel Lloyd's Building, un moderno edificio, inaugurato nel 1986, alto 88 metri e 14 piani. 
Di fronte alla sede dei Lloyd's c'è il Willis Building, quartier generale del broker assicurativo Willis. Un palazzo di 35 piani è stato proposto ai numeri 52-54 di Lime Street e dopo la sua approvazione, è stato terminato nel 2017, diventando il quartier generale della W. R. Berkley.
La parte nord della via è stata pedonalizzata. L'accesso dei veicoli a Leadenhall Street è impedito da una barriera che costringe gli autisti a girare nella Fenchurch Avenue dalla quale una svolta a destra in Billiter Street porta il veicolo nuovamente in Leadenhall Street.
Vicino c'è il grattacielo, progettato da  Norman Foster, 30 St Mary Axe (The Gherkin), il Leadenhall Building (The Cheesegrater), progettato da Rogers Stirk Harbour + Partners mentre il Leadenhall Market si trova dalla parte ovest di Lime Street, adiacente ai Lloyd's. Ai numeri 52-54 è attualmente in costruzione un nuovo grattacielo soprannominato The Scalpel, progettato da Kohn Pedersen Fox.
Secondo gli studiosi, Charles Dickens pose la residenza di Ebenezer Scrooge in una casa, ora demolita, dal lato dell'attuale fabbricato dei Lloyd's, all'angolo di Lime Street con Leadenhall Street.
La parte meridionale della via ha fatto parte della maratona delle Olimpiadi di Londra del 2012. La maratona femminile ebbe luogo il 5 agosto e quella maschile il 12.
Le più vicine stazioni della Metropolitana di Londra sono Monument e Aldgate, mentre quelle delle principali linee ferroviarie sono Liverpool Street, Cannon Street e Fenchurch Street.